# Hide Your Heart (chanson)
Pour l'album, voir Hide Your Heart.
Singles de Bonnie Tyler
The Best
(1988) Save Up All Your Tears
(1988)
Singles de Kiss
(You Make Me) Rock Hard
(1989) Forever
(1990)
Hide Your Heart est une chanson de Bonnie Tyler, issue de son septième album Hide Your Heart. La chanson fut écrite et composée par le chanteur du groupe Kiss Paul Stanley, par le producteur Desmond Child et par la musicienne Holly Knight.
Hide Your Heart fut à l'origine prévue pour le 14e album de Kiss Crazy Nights fut rejeté. La chanson parue toutefois sur le 15e album de Kiss en 1989, Hot in the Shade en tant que troisième piste. L'ancien guitariste Ace Frehley reprit également la chanson la même année pour son quatrième album solo, Trouble Walkin'. Toujours en 1989, le groupe Molly Hatchet reprit à son tour le titre pour leur album Lightning Strikes Twice.
La version Hide Your Heart de Kiss se classa au Billboard Hot 100 le 16 décembre 1989 à la 66e position.

## Apparitions du titre
Bonnie Tyler
- Hide Your Heart
- The Very Best of Bonnie Tyler
- The Best (version française)
- Power & Passion - The Very Best of Bonnie Tyler
- Total Eclipse Anthology
- Ravishing: The Best of Bonnie Tyler
- Holding Out for a Hero - The Very Best of Bonnie Tyler

Kiss
- 1989 - Hot in the Shade
- 2001 - The Box Set
- 2004 - The Best of Kiss, Volume 2: The Millennium Collection

## Liste des titres

### Version de Bonnie Tyler
| 1. | Hide Your Heart            | Paul Stanley, Desmond Child, Holly Knight  | 4:24 |
| 2. | I'm Not Foolin'            | Bonnie Tyler, Paul Hopkins, Peter Oxendale | 4:55 |
| 3. | Under Suspicion            | Bonnie Tyler, Paul Hopkins, Peter Oxendale | 4:25 |
| 4. | Total Eclipse of the Heart | Jim Steinman                               | 5:33 |

### Version de Kiss
| 1. | Hide Your Heart | Paul Stanley, Desmond Child, Holly Knight | 4:35 |
| 2. | Betrayed        | Gene Simmons, Tommy Thayer                | 3:44 |
| 3. | Boomerang       | Gene Simmons, Bruce Kulick                | 3:33 |